# Anisaedus gaujoni
Espèce
Anisaedus gaujoni est une espèce d'araignées aranéomorphes de la famille des Palpimanidae.

## Distribution
Cette espèce se rencontre en Équateur et au Pérou.

## Description
Le mâle décrit par Simon en 1893 mesure 9 mm et la femelle 8,5 mm.
Les mâles décrits par Platnick en 1975 mesurent de 5,51 à 7,99 mm et les femelles de 6,98 à 7,52 mm.

## Étymologie
Cette espèce est nommée en l'honneur de l'abbé Théophile Gaujon.

## Publication originale
- Simon, 1893 : Études arachnologiques. 25e Mémoire. XL. Descriptions d'espèces et de genres nouveaux de l'ordre des Araneae. Annales de la Société Entomologique de France, vol. 62, p. 299-330 (texte intégral).